# Заврш'є-Белецько
46°08′ пн. ш. 16°08′ сх. д. / 46.13° пн. ш. 16.14° сх. д.
Заврш'є-Белецько (хорв. Završje Belečko) — населений пункт у Хорватії, у Крапинсько-Загорській жупанії у складі міста Златар.

## Населення
Населення за даними перепису 2011 року становило 62 осіб.
Динаміка чисельності населення поселення:

## Клімат
Середня річна температура становить 10,01 °C, середня максимальна – 24,16 °C, а середня мінімальна – -6,38 °C. Середня річна кількість опадів – 944 мм.
| Клімат поселення                              | Клімат поселення | Клімат поселення | Клімат поселення | Клімат поселення | Клімат поселення | Клімат поселення | Клімат поселення | Клімат поселення | Клімат поселення | Клімат поселення | Клімат поселення | Клімат поселення | Клімат поселення |
| Показник                                      | Січ.             | Лют.             | Бер.             | Квіт.            | Трав.            | Черв.            | Лип.             | Серп.            | Вер.             | Жовт.            | Лист.            | Груд.            |                  |
| Середній максимум, °C                         | 5,78             | 7,74             | 12,02            | 16,16            | 21,04            | 24,16            | 23,52            | 22,96            | 19,02            | 13,89            | 8,32             | 4,56             |                  |
| Середня температура, °C                       | −0,31            | 1,67             | 5,93             | 10,07            | 14,97            | 18,08            | 19,76            | 19,20            | 15,28            | 10,12            | 4,58             | 0,80             |                  |
| Середній мінімум, °C                          | −6,38            | −4,42            | −0,14            | 4,00             | 8,88             | 11,98            | 16,01            | 15,44            | 11,52            | 6,37             | 0,82             | −2,96            |                  |
| Норма опадів, мм                              | 47               | 49               | 64               | 73               | 81               | 109              | 91               | 95               | 90               | 90               | 89               | 66               |                  |
| Середньомісячна швидкість вітру, м/с          | 1.90             | 2.10             | 2.48             | 2.40             | 2.28             | 2.00             | 1.98             | 1.80             | 1.80             | 1.86             | 1.97             | 1.93             |                  |
| Середньомісячна сонячна радіація, кДж/м²·день | 4058             | 6832             | 10469            | 14844            | 18927            | 20666            | 21511            | 18640            | 13869            | 8705             | 4560             | 3268             |                  |
| --------------------------------------------- | ---------------- | ---------------- | ---------------- | ---------------- | ---------------- | ---------------- | ---------------- | ---------------- | ---------------- | ---------------- | ---------------- | ---------------- | ---------------- |
| Джерело:                                      |                  |                  |                  |                  |                  |                  |                  |                  |                  |                  |                  |                  |                  |